# 楊世清
楊世清（16世紀—17世紀），字懿平，號懿安，江西瑞州府高安縣人，明朝軍事人物。

## 生平
楊世清年幼熟習文業，尤其《春秋》，成年後轉為習武，曾中三科武舉人，萬曆三十五年（1607年）成武進士，擔任廣東南詔裏海守備。當時地方武備廢馳，海盜突然襲擊，他待領率疲卒數百人抵禦，自行捐出糧餉補充，士兵都被他感動誠，爭相殲滅渠帥，取獲大量船隻器械，之後以功陞四川都司，以安遠將軍銜頭致仕，回鄉後不再出仕，人們在拱宸門外為他請建名宦才將坊。
其子楊一璡是清朝康熙八年舉人。

## 引用
1. 1 2  同治《高安縣志·卷十四·人物志》：楊世清，號懿安，一璡之父，幼習文業，尤熟《春秋》，中萬厯丁未科武進士，任廣東南詔裏海守備。時武備廢馳，海寇猝至，公率疲卒數百禦之，糧餉不繼拮据蠲助，羣感其忠誠，奮勇爭先殲厥渠魁，獲船隻器械無算。以功陞四川都司，勅贈安遠將軍致仕，杜門不出，當事甚推重之，為之詳請建名宦才將坊于拱宸門外。
2. ↑  同治《高安縣志·卷十一·選舉志》：武科進士……萬厯三十五年丁未科 楊世清 字懿平，縣下舖人，三科武舉，中進士，厯四川省都司指揮僉事